# Наукова бібліотека Східноукраїнського національного університету ім. В. Даля
Наукова бібліотека Східноукраїнського національного університету імені Володимира Даля (НБ СНУ ім. В. Даля) — бібліотека в структурі вищого навчального закладу, що до жовтня 2014 розташовувався у Луганську, в результаті окупації переміщена до міста Сєвєродонецьку Луганської області, методичний центр бібліотек закладів вищої освіти Луганської області.

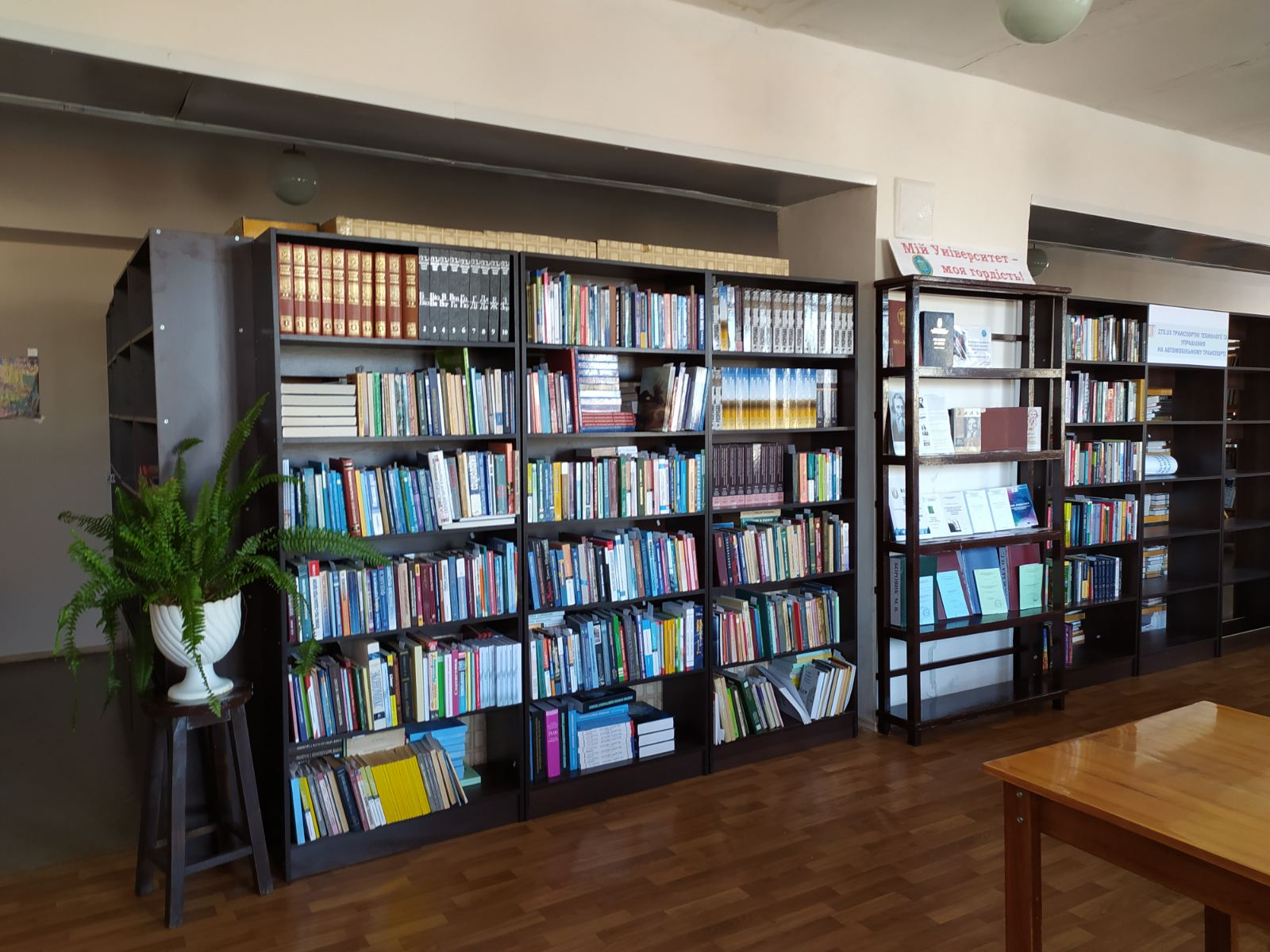
Читальний зал НБ СНУ ім. В.Даля

## Історія
Днем заснування вважається 29 травня 1923 року, коли було відкрито бібліотеку Вечірнього робітничого технікуму. З 1926 року на посаді "бібліотечного рахівника" працювала Катерина Львівна Акулова 1901 року народження, яка закінчила комерційне училище[джерело?]. У роки Другої світової війни заклад було евакуйовано до Омська, де 16 листопада 1942 року постановою РНК СРСР реорганізовано в Омський машинобудівний інститут (нині Омський державний технічний університет). За цей період даних про бібліотеку немає – вона була втрачена. 
Лише в липні 1945 р. втуз поновив роботу у Ворошиловграді, але як філіал Харківського механікомашинобудівного інституту. 
У 1946 році штатним керівником бібліотеки призначена Антоніна Яківна Гуляєва. Вона завідувала бібліотекою до 1961 року.  У 1947 році на придбання книг було витрачено 25 тисяч карбованців. Книжковий фонд налічував 3867 примірників. З них навчальна література – 1515; наукова – 2207; художня -135 примірників[джерело?].
У 1960 році бібліотечний фонд становив вже понад 43000 одиниць, обслуговувалось понад дві тисячі читачів, серед них 160 викладачів і співробітників вузу. Видача літератури становила понад 57000 примірників. У цей час бібліотека одержала окреме приміщення з читальним залом площею 132 квадратних метри. Штат її працівників – сім чоловік. Протягом 1961-1979 років завідувала бібліотекою Таїсія Григорівна Смирнова. За цей період значно зріс чисельно штат бібліотеки і налічував понад 20 чоловік, почав працювати міжбібліотечний абонемент з бібліотеками Донецька, Києва та Москви[джерело?]. 
З 1979 року бібліотеку очолює Віра Дмитрівна Холод[джерело?]. 
В 1984 році Вченою радою Ворошиловградського машинобудівельного інституту на чолі з ректором професором Коняєвим О.М. було прийнято рішення про будівництво нового окремого приміщення бібліотеки. Протягом 1985–1987 років було побудовано окрему будівлю бібліотеки, де розмістилися шість читальних залів на 400 місць, три абонементи – навчальної, наукової та художньої літератури. Бібліотечний фонд налічує понад 700000 примірників навчальних і наукових видань, авторефератів, дисертацій тощо. Щорічно бібліотека отримувала біля 300 назв періодичних видань як українських, так і зарубіжних видавництв. Для пошуку й добору видань працював зал каталогів та картотек[джерело?]. 
Бібліотека увійшла до складу З0 закладів України, які отримали від Британської ради комплект 250-томного видання Бібліотеки тисячоліття, в який увійшли кращі твори класичної світової літератури в перекладах на англійську мову[джерело?].
Щорічно бібліотека обслуговувала близько 35 тисяч студентів, викладачів, співробітників університету та сторонніх користувачів. Книговидача становила біля 1000000 примірників. Штат бібліотеки – 54 чоловіки, з яких 67% мали вищу та середню бібліотечну освіту[джерело?]. 
З 1992 року розпочато створення електронного каталогу на фонд літератури, періодичні видання, праці вчених університету[джерело?].
24 вересня 2001 року бібліотеці університету надано статус Наукової. В цьому ж  році директором Наукової бібліотеки була призначена Єпіфанова Ольга Вікторівна, кандидат технічних наук, доцент. З 2002 року в роботу бібліотеки впроваджується автоматизована інформаційно-бібліотечна система (АІБС) «УФД/ Бібліотека» та починається поетапна автоматизація бібліотечно-бібліографічних процесів[джерело?]
У 2009 році була створена електронна бібліотека навчально-методичних матеріалів. З 2012 року запрацював інституційний репозитарій (електронний архів наукових публікацій вчених університету)[джерело?]. 
На початок 2014 року загальний фонд бібліотеки налічував близько 1,2 млн примірників, щорічно обслуговувалося 13,5 тис. читачів. Штат бібліотеки – 60 співробітників[джерело?]. Була повністю впроваджена АІБС «УФД/Бібліотека». Автоматизовані всі процеси. Для читачів функціонували:
- сайт бібліотеки,
- електронний каталог (налічував 190 тисяч записів), доступ до якого здійснювався через сайт бібліотеки,
- електронна бібліотека (3,5 тис. повнотекстових джерел навчальної літератури),
- інституційний репозитарій наукових публікацій вчених університету (понад 3 тис. повнотекстових джерел),
- унікальний фонд -1200 дисертацій науковців, 10 тис. авторефератів дисертацій
У 2013 році урочисто відзначене 90-річчя наукової бібліотеки .
У 2014 році бойовики влаштували у бібліотеці палати польового госпіталю, на даху встановили міномет. Невдовзі госпіталь згорнули, бібліотеку розграбували.
Через воєнні дії університет та бібліотеку переміщено до Сєвєродонецька. У жовтні 2014 року згідно з наказом Міністерства освіти і науки України університет відновив свою діяльність на базі свого відокремленого структурного підрозділу -  Сєвєродонецького технологічного інституту (СТІ). 16 лютого 2015 року наказом по університету були об’єднані наукова бібліотека СНУ ім. В. Даля та бібліотека СТІ[джерело?].
В окупованому Луганську залишився весь фонд бібліотеки, електронні інформаційні ресурси були знищені. При окупованому університеті (рос. Луганский национальный университет имени В. Даля ЛНР)  в Луганську також продовжує функціонувати бібліотека.
Бібліотека адмініструє Інституційний репозитарій eEast-UkrNUIR, електронний архів відкритого типу, реалізований на вільному програмному забезпеченні DSpace, що накопичує електронні повнотекстові документи наукового та методичного призначення, створені працівниками будь-якого структурного підрозділу Східноукраїнського національного університету імені Володимира Даля, аспірантами, магістрантами чи студентами університету.